# Pseudaphelia dialitha
Pseudaphelia dialitha is een vlinder uit de familie nachtpauwogen (Saturniidae), onderfamilie Saturniinae.
De wetenschappelijke naam van de soort is voor het eerst geldig gepubliceerd door Tams in 1930.